# رادنی مالن
رادنی مالن (انگلیسی: Rodney Mullen؛ زادهٔ ۱۷ اوت ۱۹۶۶) ورزشکار اسکیت‌بردینگ، کارآفرین، مخترع و سخنران عمومی اهل ایالات متحده آمریکا است.